# Karl Müller (1881-1955)
Karl Müller ( 14 de junio de 1881 , Meßkirch - 13 de marzo de 1955 , Friburgo de Brisgovia) fue un botánico, briólogo, agrónomo, y enólogo alemán.

## Biografía
Era hijo de un director forestal, asistiendo a la escuela secundaria en Friburgo; y luego en la Universidad de Friburgo y en la de Múnich Botánica y Química y recibió su doctorado en 1905, en Friburgo.
Después del servicio militar, fue asistente en 1907 en el "Instituto Kaiser Guillermo" (Instituto de Fitopatología) en Bromberg; y en 1909 fue investigador del "Instituto de Investigaciones Agropecuarias Baden Augustenberg" en Grötzingen (ahora parte de Karlsruhe).
Después de mandato como jefe del Centro para la Protección de las Plantas en Baden, fue Rebzuchtanstalt en el castillo de los jesuitas en Friburgo, y como director senior de control estatal de la filoxera. Se hizo cargo, en 1921, dirigió el recién creado Instituto Enológico de Friburgo. Debido a una enfermedad del oído se retiró en 1937. Y en 1951 fue nombrado profesor.

## Contribuciones
Sus planteos científicos de investigación en Friburgo fue la Vid, incluyendo el combate a la filoxera, Viticultura y Enología. Debido a sus investigaciones sobre la biología del mildiu, creando el llamado "calendario de incubación", con las fechas para la lucha contra esta enfermedad. Introdujo la sulfuración del mosto, que le valió el sobrenombre de sulfuro de Karl.
Sus trabajos científicos no se limitaron sólo al estudio de la vid y del vino, pues en su momento fue uno de los expertos más destacados de las Hepaticophyta de Europa; y trabajó en la famosa "Flora de criptógamas
 de Gottlob Ludwig Rabenhorst de grupos de musgos.
- La abreviatura «Müll.Frib.» se emplea para indicar a Karl Müller como autoridad en la descripción y clasificación científica de los vegetales.[1]